# Place Saint-Julien
Pour les articles homonymes, voir Saint-Julien.
La place Saint-Julien (en occitan : plaça de Sant Jolian) est une voie de Toulouse, chef-lieu de la région Occitanie, dans le Midi de la France.

## Situation et accès

### Description
La place Saint-Julien est une voie publique. Elle se trouve dans le quartier Arnaud-Bernard.
La chaussée compte une seule voie de circulation en sens unique tournant dans le sens antihoraire autour d'un petit rond-point. Elle appartient à une zone de rencontre et la vitesse y est limitée à 20 km/h. Il n'existe pas d'aménagement cyclable.

### Voies rencontrées
La place Saint-Julien rencontre les voies suivantes, dans l'ordre des numéros croissants :
1. Rue des Puits-Creusés
2. Rue des Salenques
3. Rue d'Embarthe
4. Rue Lascrosses
5. Rue de la Cité-Administrative

### Transports
La place Saint-Julien est traversée par la navette Ville. Elle se trouve également à proximité du boulevard Lascrosses où se trouvent la station Compans-Caffarelli, sur la ligne de métro , ainsi que les arrêts des lignes de Linéo L1L14, de bus 45 et de la navette Aéroport. Le long du boulevard Armand-Duportal se trouve également le terminus de la ligne de bus 63.
Il existe une station de vélos en libre-service VélôToulouse, la station no 53.

## Odonymie
La place porte depuis le XVe siècle le nom d'un petit prieuré, sous l'invocation de saint Julien, qui se trouvait à l'angle de la rue des Salenques et disparut en 1795, pendant la Révolution française. Le nom de Saint-Julien se trouvait également pour plusieurs rues voisines, la rue des Puits-Creusés au XVe siècle et la rue d'Embarthe au XVIIe siècle. En 1794, pendant la Révolution française, la place reçut quelques mois, comme la rue Lascrosses, le nom de place l'Intrépidité, mais elle ne le conserva pas.